# 17 år
17 år är en singel av den svenska popsångerskan Veronica Maggio, utgiven år 2009. Singeln är hennes sjunde låt, och den tredje från albumet Och vinnaren är... utgivet 2008. Låten är skriven av Maggio  själv tillsammans med Oskar Linnros som även producerade singeln. Låten handlar om Maggios uppväxt och tonårstid i Uppsala.

## Listplaceringar
| Lista (2009) | Topplacering |
| ------------ | ------------ |
| Sverige      | 19           |